# 772
Évszázadok: 7. század – 8. század – 9. század
Évtizedek: 720-as évek – 730-as évek – 740-es évek – 750-es évek – 760-as évek – 770-es évek – 780-as évek – 790-es évek – 800-as évek – 810-es évek – 820-as évek
Évek: 767 – 768 – 769 – 770 –  771 – 772 – 773 – 774 – 775 – 776 – 777

## Események

### Európa
- Februárban meghal III. István pápa. Utódjául I. Adorjánt választják meg.[1]
- A szászok kifosztják Deventert és felgyújtják templomát. Nagy Károly bosszúhadjáratot indít, számos szász erődöt elfoglal és a Weser folyóig nyomul előre. Paderbornnál a pogányok szent helyén ledönti az Irminsul oszlopát.
- Miután Nagy Károly az előző évben eltaszította feleségét, Desideratát (Desiderius longobárd király lányát) a frank-longobárd viszony fagyossá válik. Desiderius az elhunyt I. Karlmannnak udvarába menekült fiát, Pippint ismeri el frank királynak és felszólítja I. Adorján pápát, hogy koronázza meg. Amikor a pápa ezt megtagadja, megszállja annak Adria-menti városait, a Pentapoliszt. Adorján Nagy Károlytól kér segítséget.

### Abbászida Kalifátus
- Al-Manszúr kalifa a szíriai Rakka mellett Al-Ráfika néven erődvárost építtet az arab-bizánci határ védelmére.
- A háridzsita berber felkelők ismét megpróbálják visszafoglalni Kairuánt az Abbászidáktól. Jazíd ibn Hatim kormányzó visszaveri őket és megöli vezetőjüket, Abu l-Hatim al-Malzuzi imámot. A háridzsiták Abd ar-Rahmán ibn Rusztam (a Rusztamida dinasztia alapítója) vezetésével a mai Algériába vonulnak vissza.

## Születések
- Po Csü-ji, kínai költő
- Károly, Nagy Károly fia

## Halálozások
- január 24. – III. István, római pápa[1]
- Dókjó, japán buddhista szerzetes
- Temsei Amalberga, frank szent

## Fordítás
- Ez a szócikk részben vagy egészben  a(z)   772 című angol Wikipédia-szócikk ezen változatának fordításán alapul.  Az eredeti cikk szerkesztőit annak laptörténete sorolja fel. Ez a jelzés csupán a megfogalmazás eredetét és a szerzői jogokat jelzi, nem szolgál a cikkben szereplő információk forrásmegjelöléseként.